# Advice of Charge
Mit englisch Advice of Charge (AOC) wird im Telefonnetz die Übermittlung von Gebühreninformationen zum Teilnehmer bezeichnet. Sowohl bei ISDN- als auch bei Mobilfunk-Verbindungen ist dies möglich. Es werden mehrere Varianten dieses Leistungsmerkmals unterschieden.

## Varianten

### AOC-D
Das Leistungsmerkmal AOC-D bezeichnet die Übermittlung der Tarifinformationen während einer Verbindung (AOC During the call).
Hiermit ist an einem ISDN-Endgerät die Anzeige der bisher bei einem bestehenden Gespräch angefallenen Verbindungskosten möglich. Bei analogen Telefonanschlüssen erfolgt die Übermittlung der Tarifeinheit durch einen Gebührenimpuls. Bei ISDN-Anschlüssen wird die Information im D-Kanal übermittelt.

### AOC-E
Das Leistungsmerkmal AOC-E bezeichnet die Übermittlung der Tarifinformationen nach Beendigung einer Verbindung (AOC at the End of the call).
An einem ISDN-Endgerät können damit nach Beenden der Verbindung die angefallenen Verbindungskosten angezeigt werden. AOC-E funktioniert nur bei ISDN-Anschlüssen. Analoge Telefonanschlüsse können dieses Leistungsmerkmal nicht nutzen.

### AOC-S
Das Leistungsmerkmal AOC-S bezeichnet die Übermittlung der Tarifinformationen vor und gegebenenfalls während einer Verbindung (AOC at call Set-up time).
AOC-S bietet gegenüber AOC-D und AOC-E eine wesentlich detailliertere Tarifinformation. Zu Beginn der Verbindung werden Informationen für die voraussichtlichen Kosten dem ISDN-Endgerät mitgeteilt. Hierzu übermittelt die Vermittlungsstelle den Multiplikator je Tarifeinheit sowie den Wert für die Dauer je Tarifeinheit. Der Multiplikator sowie die Dauer können während einer Verbindung variieren. Hierdurch können variable Tarife für Verbindungsentgelte korrekt angezeigt werden. Dieses Leistungsmerkmal wird zurzeit nur von wenigen Netzbetreibern angeboten. Außerdem wird die Übermittlung von AOC-S nur von einigen Telefonanlagen sowie öffentlichen Telefonen (Münzfernsprecher) ausgewertet. Letztere können damit prüfen, ob genug Geld für diese Verbindung vorausbezahlt ist.

### Allgemeines
Die Verbindungskosten werden bei den AOC-Leistungsmerkmalen in der Regel nicht direkt, sondern als sogenannte Tarifeinheiten übermittelt. Diese Einheiten müssen durch das Endgerät vor der Anzeige mit einem fest im Endgerät eingetragenen Währungsfaktor multipliziert werden. Die Übermittlung von Geldbeträgen ist in der Standardisierung vorgesehen, wird jedoch durch die Netzbetreiber noch nicht unterstützt.
Zwischen den angezeigten und den berechneten Kosten kann es zu Abweichung kommen. Denn:
- Die Tarifstrukturen der verschiedenen Netzbetreiber sind variabel und können oft nicht vollständig auf das Tarifeinheitenmodell abgebildet werden.
- Die Erzeugung der AOC-Informationen ist in der Regel vom „Billingsystem“, der Rechner der die Berechnung für die Rechnungsstellung durchführt, unabhängig und auch nicht damit gekoppelt.

## Standardisierung
Für das Telefonnetz ist AOC für ISDN im ITU-T Standard Q.956.2 und in den ETSI-TS 300178 bis 300182 festgelegt.
Für das Mobilfunknetze sind die Standards für GSM in ETSI-ETS 300395 und ETSI-EN 300395, für UMTS sind die Standards in ETSI-TS 123086 beschrieben.
Für das TISPAN NGN Release 2 gibt es den Standard ETSI TS 183047 der von 3GPP für das IMS unter 3GPP TS 24.647 übernommen wurde.
Weitere ähnliche Standards gibt es für AOC auch in weiteren nationalen/international bezogenen Standardisierungsgremien.